# Eugen Mattiat
Eugen Mattiat (* 28. April 1901 in Köln; † 1. Oktober 1976 in Göttingen) war ein evangelischer Theologe und Volkskundler.

## Leben
Mattiat studierte von 1920 bis 1924 Evangelische Theologie in Tübingen und Göttingen und wurde am 19. April 1926 ordiniert. Er war Mitglied des Heidelberger, Göttinger und Tübinger Wingolf. Seine erste Stelle trat er als Hilfspfarrer in Hamburg an. 1927 wurde er Hilfspfarrer in Bad Lauterberg, 1928 Pfarrer in Kerstlingerode. Schon früh unterstützte er die NS-Bewegung und trat zum 1. Oktober 1931 der NSDAP bei (Mitgliedsnummer 677.146). Mattiat propagierte die Lektüre von Hitlers „Mein Kampf“ und vertrat offen rassistische und antisemitische Positionen. Er wurde Spitzel des SD. Er wurde Landesleiter der Deutschen Christen und 1933 zum Landeskirchenrat im Landeskirchenamt Hannover ernannt.
Von 1934 bis 1937 war Mattiat Referent im Reichserziehungsministerium. Am 1. Juli 1935 wurde er als ordentlicher Professor für praktische Theologie an die Universität Berlin berufen und zum Direktor des Theologischen Seminars ernannt, ohne promoviert und habilitiert zu sein. Als Referent im Reichserziehungsministerium war er von Lehrverpflichtungen entbunden. 1937 wurde Mattiat Mitglied der SS (SS-Nummer 290.057), in der er 1940 den Rang eines SS-Hauptsturmführers erreichte. Dem SS-Beitritt folgte ein Jahr später der Kirchenaustritt 1938 schied er aus dem Reichserziehungsministerium aus und wurde ohne Konsultation der Fakultät zum Professor für Volkskunde an der Philosophischen Fakultät der Universität Göttingen ernannt. Ab 1939 war er örtlicher Leiter des NS-Dozentenbundes. Er gilt als einer der Begründer der Volkskunde an der dortigen Universität. Während des Zweiten Weltkrieges diente er als Reserveoffizier in der Wehrmacht, zuletzt als Oberleutnant der Reserve.
Im Mai 1945 verhaftet, war Mattiat bis März 1948 in Internierungshaft. Nach dem Wiedereintritt in die Evangelische Kirche konnte er in den Dienst der Evangelisch-lutherischen Landeskirche Hannovers zurückkehren. Er wurde 1952 Pfarrer in Zellerfeld und 1960 Pfarrer in Dorste. Am 1. August 1966 wurde er in den Ruhestand versetzt.

## Veröffentlichungen
- Kennst Du überhaupt den Nationalsozialismus? Kannst Du als Christ Nationalsozialist sein? (1930).
- Die Kirche hat den Ruf zu hören! (1933).